# Liste der Baudenkmale in Oldenburg (Oldb) – Staugraben
In der Liste der Baudenkmale in Oldenburg (Oldb) – Staugraben stehen alle Baudenkmale der Straße Staugraben in Oldenburg (Oldb).  Die Quelle der IDs und der Beschreibungen ist der Denkmalatlas Niedersachsen.
Der Stand der Liste ist das Jahr 2022.

## Allgemein
In den Spalten befinden sich folgende Informationen:
- Lage: die Adresse des Baudenkmales und die geographischen Koordinaten. Kartenansicht, um Koordinaten zu setzen. In der Kartenansicht sind Baudenkmale ohne Koordinaten mit einem roten Marker dargestellt und können in der Karte gesetzt werden. Baudenkmale ohne Bild sind mit einem blauen Marker gekennzeichnet, Baudenkmale mit Bild mit einem grünen Marker.
- Bezeichnung: Bezeichnung des Baudenkmales
- Beschreibung: die Beschreibung des Baudenkmales. Unter § 3 Abs. 2 NDSchG werden Einzeldenkmale und unter § 3 Abs. 3 NDSchG Gruppen baulicher Anlagen und deren Bestandteile ausgewiesen.
- ID: die Objekt-ID des Baudenkmales
- Bild: ein Bild des Baudenkmales, ggf. zusätzlich mit einem Link zu weiteren Fotos des Baudenkmals im Medienarchiv Wikimedia Commons. Wenn man auf das Kamerasymbol klickt, können Fotos zu Baudenkmalen aus dieser Liste hochgeladen werden:

Zurück zur Hauptliste
| Lage                                     | Bezeichnung | Beschreibung | ID       | Bild |
| ---------------------------------------- | ----------- | --- | -------- | ---- |
| Staugraben 1 53° 8′ 28″ N, 8° 13′ 1″ O   | Wohnhaus    | Giebelständiger zweigeschossiger Putzbau über Sockelgeschoss unter Schopfwalmdach. Links Eingang mit Vordach und Freitreppe, darüber breites Rundbogenfenster, rechts daneben zwei Achsen und ganz rechts flacher Risalit, davor zweigeschossiger polygonaler Standerker mit Rundbogenfenstern im EG, unter Pyramidendach. Giebel in Fachwerk, Dach auf Knaggen vorkragend. Auf der rechten Seite mittig Zwerchhaus mit Giebel in Fachwerk und in ganzer Tiefe schmaler eingeschossiger Anbau. Putzgliederung: geschossteilende Gesimse, im EG und an den Kanten des Risalits quaderung, im erdgeschos Fensterrahmungen und Brüstungsfelder, am Erker Pilaster (im OG stilisiert). Rest des Vorgartens. Erbaut 1874, Architekt: Gerhard Schnitger; Umbau und Aufstockung 1909, Architekt: Ludwig Klingenberg. | 37466162 | BW   |
| Staugraben 2 53° 8′ 29″ N, 8° 13′ 0″ O   | Wohnhaus    | Zweigeschossiger Putzbau von fünf Achsen über Kellersockel unter Walmdach. Eingang links. Moderne Schleppgaupe. Putzgliederung: geschossteilende Gesimse, im EG Quaderung, Fensterrahmungen, im Obergeschoss Brüstungsreliefs, am Eingang Pilaster, Traufgesims mit rosettenbesetztem Bogenfries und Konsolfries. Vorgarten und eiserne Einfriedung. Erbaut 1865, Architekt: Heinrich Früstück. | 37466185 | BW   |
| Staugraben 3 53° 8′ 29″ N, 8° 12′ 59″ O  | Wohnhaus    | Traufständiger eineinhalbgeschossiger Putzbau von fünf Achsen über Sockelgeschoss mit Drempel unter Satteldach. Auf der linken Seite zurückgesetzter Vorbau mit Eingang. Sparsame Putzgliederung: geschossteilende Gesimse, im Erdgeschoss Fensterrahmungen. Erbaut wohl in den 1870er Jahren (vor 1879). | 37466208 | BW   |
| Staugraben 4 53° 8′ 30″ N, 8° 12′ 59″ O  | Wohnhaus    | Giebelständiger eineinhalbgeschossiger Putzbau von vier Achsen über Sockelgeschoss mit Drempel unter Satteldach (Typus „Oldenburger Hundehütte“). Fenster segmentbogig und jeweils zu zweit zusammengerückt. Eingang auf der linken Seite. Rückwärtig großer moderner Anbau. Sparsame Putzgliederung: horizontales Band über dem Sockel, Fensterrahmungen, im Giebel Lisenen. Erbaut wohl in den 1870er Jahren (vor 1879). | 37466231 |      |
| Staugraben 5 53° 8′ 30″ N, 8° 12′ 58″ O  | Bank        | Zweigeschossiger Putzbau von fünf Achsen über Kellersockel unter Walmdach. Linke drei Achsen flacher Risalit unter Walmdach. Rechts im EG fluchtend mit Risalit, darüber Loggia mit ionischen Säulen. Eingang links mit Oberlicht. Schwalbenschwanzgaupe. Auf der linken Seite zurückgesetzter Vorbau mit breiterem Eingang. Putzgliederung: Fenster im EG und Sockel gemeinsam gerahmt und mit Brüstungsfeldern, Obergeschossfenster damit verbunden durch Brüstungsreliefs in Rokokoformen mit Fruchtkörben, Obergeschossfenster mit Bekrönung in Rokokoformen. Über der Durchfahrt Kartusche mit Jahreszahl „1907“. Erbaut 1907–1908 im Auftrag der Reichsbank Berlin, Architekt: Adolf Rauchheld. | 37466254 | BW   |
| Staugraben 10 53° 8′ 33″ N, 8° 12′ 56″ O | Wohnhaus    | Zweieinhalbgeschossiger Putzbau von drei Achsen über Sockelgeschoss mit Drempelgeschoss unter Walmdach. Rechts polygonaler zweigeschossiger Standerker unter Pyramidendach. Eingang links, davor modern erneuerte Freitreppe. Fenster im Obergeschoss rundbogig. Putzgliederung: Rustizierung des Sockels und der Kanten, Quaderung, geschossteilende Gesimse, Fensterrahmungen, im OG links Fensterbekrönungen mit Voluten und Kartuschen mit Löwenkopf sowie zwischen den Fenstern Relieftondo mit Putten, im Drempel Pilaster, Traufgesims mit Zahnschnitt. Erbaut wohl 1874, Umbau 1887, Architekt: Gerhard Schnitger. | 37422806 | BW   |